# Eenheid (Letse politieke partij)
Eenheid  (Lets: Vienotība, afkorting: V) is een Letse politieke partij. Sinds de oprichting in 2011 maakt de partij deel uit van de Letse regering. 

## Geschiedenis
Eenheid werd in augustus 2011 opgericht als een fusie van drie conservatieve en liberale voorgangers: de Nieuw Tijdperk Partij, de Burgerunie en de Maatschappij voor Andere Politiek. Deze drie partijen waren bij de landelijke verkiezingen van 2010 al een lijstverbinding aangegaan en daarbij als grootste alliantie uit de bus gekomen. Sindsdien heeft Eenheid steeds deel uitgemaakt van de regering van Letland en leverde de partij tot op heden vier premiers: Valdis Dombrovskis (2011–2014), Laimdota Straujuma (2014–2016), Arturs Krišjānis Kariņš (2019–2023) en de huidige premier Evika Siliņa (sinds 2023).
Sinds 2018 vormt Eenheid samen met enkele regionale partijen de alliantie Nieuwe Eenheid (Jaunā Vienotība, afgekort JV). De partij is lid van de Europese Volkspartij.

## Verkiezingsresultaten
Eenheid behaalde de volgende resultaten bij de Letse parlementsverkiezingen:
| Jaar | Lijsttrekker            | Zetels   | Percentage | Positie  |
| ---- | ----------------------- | -------- | ---------- | -------- |
| 2010 | Valdis Dombrovskis      | 33 / 100 | 31,9%      | regering |
| 2011 | Valdis Dombrovskis      | 20 / 100 | 19%        | regering |
| 2014 | Laimdota Straujuma      | 23 / 100 | 22%        | regering |
| 2018 | Arturs Krišjānis Kariņš | 7 / 100  | 6,7%       | regering |
| 2022 | Arturs Krišjānis Kariņš | 23 / 100 | 19,1%      | regering |